# باشگاه فوتبال ویتون یونایتد
باشگاه فوتبال ویتون یونایتد (به انگلیسی: Whitton United Football Club) یک باشگاه فوتبال در شهر ویتون، سوفاک، کشور انگلستان است که در سال ۱۹۲۶ میلادی تأسیس شده‌است.